# Don’t Move (2024)
Don’t Move (dt.: „Beweg dich nicht“) ist ein US-amerikanischer Thriller der Regisseure Brian Netto und Adam Schindler, der am 25. Oktober 2024 ins Programm von Netflix aufgenommen wurde. In der Hauptrolle verkörpert Kelsey Asbille eine Frau, der abseits der Zivilisation gegen ihren Willen eine Substanz injiziert wird, die sie binnen kürzester Zeit ganzkörperlich lähmt.

## Handlung
In einem abgelegenen Waldgebiet besucht Iris den Ort, an dem ihr kleiner Sohn Mateo beim Spielen in den Tod stürzte. Selbst an der Klippe stehend und mit der Absicht, aus Trauer um ihr Kind Suizid zu begehen, wird sie plötzlich von einem Mann angesprochen. Der Fremde gibt sich als Richard zu erkennen und erzählt von seiner eigenen traumatischen Vergangenheit, woraufhin Iris von ihrem Vorhaben absieht. Auf dem Parkplatz überwältigt Richard sie jedoch und möchte Iris in eine abgelegene Waldhütte entführen. Der gefesselten Iris erklärt er, dass er ihr eine Substanz injiziert hat, die ihren Körper innerhalb weniger Minuten komplett lähmen und das Sprechen unmöglich machen wird.
Iris gelingt es, mit Richards Wagen einen Unfall zu verursachen und vor dem Serienkiller zu flüchten, während die Substanz zunehmend zu wirken beginnt. In einem abgeschiedenen Waldgebiet erreicht sie mit letzten Kräften das Grundstück des alten Farmers Bill, mit dem sie nur noch durchs Blinzeln kommunizieren kann. Als auch Richard eintrifft, Bill sich schützend vor Iris stellt und droht, die Polizei zu rufen, wird er vom Serienkiller erschlagen. Um seine Spuren zu verwischen, zündet Richard die Holzhütte an. Iris droht in den Flammen zu sterben und macht aus Verzweiflung Richard auf sich aufmerksam, um von ihm gerettet und abermals mitgenommen zu werden.
Bei einem Stopp an einer Tankstelle wird ein Junge auf Iris aufmerksam. Die Mutter des Jungen hat den Eindruck, dass Iris Hilfe benötigt und informiert die Polizei. Ein Polizist trifft auf die beiden, als Richard versucht, den verunfallten Wagen abzuschleppen. Als Iris versucht, trotz ihrer Bewegungs- und Sprachunfähigkeit auf ihre Notlage hinzuweisen, erschlägt Richard auch den Polizisten. Da er seinen ursprünglichen Plan, Iris über das Wochenende in seine abgeschiedene Hütte zu verschleppen, aufgrund eines geplanten Besuchs seiner Familie nicht umsetzen kann, plant Richard, sie stattdessen in einem See zu ertränken. Auf einem kleinen Boot gelingt es Iris durch ihre langsam zurückerlangte Bewegungsfähigkeit, Richard ein Messer in den Hals zu rammen und einige Schüsse abzufeuern. Beide können sich ans Ufer retten, wo Iris den schwerverletzten Richard zurücklässt.

## Produktion
Beim Thriller Don’t Move handelt es sich um eine Co-Produktion zwischen Sam Raimi und den finanzierenden Produktionsunternehmen Hammerstone und Capstone, die zusammen bereits den Actionfilm Boy Kills World (2023) umsetzten. Als Regisseure fungierten Brian Netto und Adam Schindler, die zuvor drei Folgen von Raimis Horror-Anthologie-Serie 50 States of Fright (2020) für Quibi inszeniert hatten. Das Drehbuch wurde von David White und T. J. Cimfel geschrieben, die wiederum mit Schindler den Horrorfilm Intruders (2015) verwirklichten.
Die Hauptrollen der trauernden Mutter Iris und des Serienkillers Richard wurden mit den aus den Serien Yellowstone bzw. American Horror Story bekannten Darstellern Kelsey Asbille und Finn Wittrock besetzt. Daneben übernahmen Daniel Francis und Moray Treadwell weitere Nebenrollen eines Polizisten und eines Farmers.
Die Filmaufnahmen mit Kameramann Zach Kuperstein erfolgten von Juni bis Juli 2023 in Bulgarien. Die Dreharbeiten fanden dabei mit einer Sondergenehmigung der eigentlich streikenden Schauspielergewerkschaft SAG-AFTRA statt, da es sich bei Don’t Move um eine unabhängige Filmproduktion handelte. Die Filmmusik komponierten Mark Korven und Michelle Osis.
Die internationalen Vertriebsrechte wurden im Mai 2023 auf dem Marché du film veräußert. Im Commonwealth erwarb Signature Entertainment den Film; im Rest der Welt Netflix. Ein Trailer wurde am 19. September 2024 veröffentlicht, ehe Don’t Move am 25. Oktober 2024 ins Programm des Streamingdienstes aufgenommen wurde.

## Synchronisation
Die deutschsprachige Synchronisation entstand nach einem Dialogbuch und unter der Dialogregie von Dennis Mohme bei Iyuno Germany.
| Rolle                   | Darsteller       | Synchronsprecher |
| ----------------------- | ---------------- | ---------------- |
| Iris                    | Kelsey Asbille   | Özge Kayalar     |
| Richard                 | Finn Wittrock    | Ricardo Richter  |
| Officer Dontrell Carter | Daniel Francis   | Johannes Berenz  |
| William „Bill“          | Moray Treadwell  | Hans Bayer       |
| Mateo                   | Denis Kostadinov | Harrison Duffy   |
| Olivia                  | Dylan Beam       | Isabella Vinet   |

## Rezeption

### Kritiken
Don’t Move konnte 72 % der 47 bei Rotten Tomatoes gelisteten Kritiker überzeugen und erhielt dabei eine durchschnittliche Bewertung von 5,9 Punkten. Als zusammenfassendes Fazit zieht die Seite, der leichte, aber effektive Thriller hole aus seinen selbst auferlegten Beschränkungen angemessen viel heraus. Bei Metacritic bekam der Film basierend auf neun Rezensionen einen Metascore von 54 von 100 möglichen Punkten.
Zu einem positiven Urteil gelangt David Ehrlich von IndieWire, für den Don’t Move ein unterhaltsamer, kleiner Genrefilm sei, der jedem gefallen dürfte, der in der Stimmung für einen Netflix-Thriller ohne große Ansprüche wäre und nicht zu viel erwarte. Die gesamte Handlung basiere dabei auf einer einzigen Grundidee und sei mitunter sehr konstruiert, doch genau diese Konstruiertheit mache den Spaß des Films aus. Die missliche Lage der von Kelsey Asbille verkörperten Hauptfigur werde mit viel Ironie verdeutlicht, wobei das aus der Saw-Reihe bekannte „Ist-das-Leben-nicht-schön“-Credo als Grundlage für einen primitiven Spaß genutzt werde. Die Regisseure Brian Netto und Adam Schindler könnten bei ihrer Umsetzung mit purer Spannung punkten, auch wenn die Action nicht mit besonders viel Elan inszeniert sei. Das Katz-und-Maus-Spiel sei hingegen immer dann am besten, wenn es andere Figuren miteinbeziehe, verliere in der zweiten Hälfte aber den Schwung des Beginns. Daneben bemängelt Ehrlich auch die Figurenzeichnungen, so beweise etwa Finn Wittrock zwar ein gutes Händchen für den Spagat zwischen Lächerlichkeit und Aufrichtigkeit, komme aber nicht annähernd an den von Josh Hartnett verkörperten Soziopathen aus Trap: No Way Out heran.
Auch Benjamin Lee vom Guardian kommt zu dem Schluss, dass Don’t Move definitiv seine Momente habe und mit echter Spannung und einem hohen Erzähltempo punkten könne. Die Prämisse erinnere dabei klar an eine Szene aus dem Robert-Zemeckis-Film Schatten der Wahrheit, die auf Spielfilmlänge ausgeweitet wurde. Immer wieder würden die Drehbuchautoren David White und T. J. Cimfel dabei kreative Wege finden, sich aus prekären Situationen hinauszuschreiben. Don’t Move sei immer dann am besten, wenn Dialoge der Handlung untergeordnet seien, denn die nur wenig überzeugende Hauptdarstellerin Kelsey Asbille könne mit ihrer flachen Darbietung weder Energie noch Emotionen hervorrufen. Auch die Handlung lasse mit fortschreitender Dauer nach und präsentiere zunehmend unglaubwürdige Szenen. Dennoch habe Don’t Move noch genug herzzerreißende Momente, um sich von anderen Netflix-Produktionen abzuheben.
Enttäuscht zeigt sich hingegen Peter Debruge von Variety, der Don’t Move als „auffallend minderwertigen Netflix-Billgfilm“ bezeichnet. Der Thriller wirke wie eines jener Werke, das während der COVID-19-Pandemie erdacht wurde und mit geringsten Mitteln umgesetzt werden konnte. Zuweilen sei Don’t Move zwar fesselnd und erzeuge eine höchst effektive Art der Spannung, doch es fehle an echtem Nervenkitzel und Glaubwürdigkeit. Auch Hauptdarstellerin Kelsey Asbille werde vor große schauspielerische Herausforderungen gestellt; ihre Darstellung einer suizidalen Frau sei letztendlich eine Beleidigung für all jene, die tatsächlich mit Selbstverletzungsgedanken zu kämpfen hätten.

### Abrufzahlen
Am Startwochenende belegte Don’t Move mit rund 20,2 Millionen Abrufen weltweit die Spitzenposition der englischsprachigen Netflix-Filmcharts. Auch in der darauffolgenden Woche verteidigte der Thriller diesen Platz und war mit weiteren 28 Millionen Abrufen die meistgesehene Produktion des Streamingdienstes.

### Auszeichnungen
Saturn-Award-Verleihung 2025
- Nominierung als Beste Fernsehpräsentation